# دكتور هو (الموسم 1)
دكتور هو (بالإنجليزية: Doctor Who)‏ بدأت السلسلة الأولى من إحياء 2005 لبرنامج الخيال العلمي البريطاني دكتور هو في 26 مارس 2005 بحلقة «روز». كان هذا بمثابة نهاية غياب البرنامج لمدة 16 عامًا عن التلفزيون العرضي بعد إلغائه في عام 1989، وكان أول فيلم تلفزيوني جديد بعنوان دكتور هو منذ بث الفيلم التلفزيوني بطولة بول مكغان في عام 1996. تم بث الحلقة الأخيرة «فراق الطرق» في 18 يونيو 2005. تم إحياء العرض من قبل دكتور هو المعجب منذ فترة طويلة راسل تي ديفيز، الذي كان يضغط على بي بي سي منذ أواخر التسعينيات لإعادة العرض. تتألف السلسلة الأولى من 13 حلقة، ثمانية منها كتب ديفيز. عمل ديفيس وجولي غاردنر ومال يونغ كمنتجين تنفيذيين، وفيل كولينسون كمنتج.
يصور العرض مغامرات لورد الوقت الغامض والغريب الأطوار المعروف باسم الطبيب، الذي يسافر عبر الزمان والمكان في آلة الزمن الخاصة به، تارديس والتي تظهر عادةً من الخارج على أنها صندوق شرطة بريطاني أزرق في الخمسينيات. مع رفاقه يستكشف الزمان والمكان ويواجه مجموعة متنوعة من الأعداء وينقذ الحضارات ويساعد الناس ويصحح الأخطاء.
المسلسل الأول يعرض كريستوفر إكليستون باعتباره التجسيد التاسع للدكتور، سلسلته الوحيدة في هذا الدور، برفقة بيلي بايبر، بصفته رفيقته الأولى والرئيسية روز تايلر، التي ينتزعها من الغموض على كوكب الأرض، والتي ينمو عليها بشكل متزايد تعلق، ملحق. كما يسافر لفترة وجيزة مع العبقري المشاغب آدم ميتشل، الذي يؤديه برونو لانجلي، ومع رجل مخادع من القرن الحادي والخمسين وكابتن «عميل الوقت» السابق جاك هاركنس، يصوره جون بارومان. تشكل الحلقات في المسلسل قصة فضفاضة، استنادًا إلى العبارة المتكررة «الذئب السيئ»، والتي لا يمكن تفسير أهميتها حتى نهاية السلسلة المكونة من جزئين. إلى جانب قوس «الذئب السيئ»، أعادت الحقبة التي تم إحياؤها تقديم الطبيب باعتباره الناجي الوحيد من حدث يُعرف باسم حرب الزمن، والذي يدعي الطبيب أنه قضى على كل من تايم لوردز وداليكس.
شاهد العرض الأول للمسلسل 10.81 مليون مشاهد، وبعد أربعة أيام من بث الحلقة الأولى، تم تجديد دكتور هو لعرض خاص بعيد الميلاد بالإضافة إلى مسلسل ثان. سلسلة استقبالا حسنا من قبل كل من النقاد والجماهير، والفوز للمرة الأولى في التاريخ طبيب ' في المرموقة جوائز الأكاديمية البريطانية للأفلام. كان الأمر الأكثر إثارة للدهشة هو موافقة مايكل جراد، الذي كان قد أجبر سابقًا توقفًا لمدة 18 شهرًا عن العرض في عام 1985، وقام بتأجيل برنامج دكتور هو بسبب الكراهية الشخصية في عدة مناسبات. أدت شعبية العرض في النهاية إلى عودة ظهور دراما ليلة السبت الموجهة نحو الأسرة.

## الحلقات
على عكس العصر الكلاسيكي للمسلسل الذي انتهى في عام 1989، كانت الخطة مع المسلسل الجديد هي أن تكون كل حلقة قصة مستقلة، بدون مسلسلات. من أصل ثلاث عشرة حلقة في المسلسل، سبعة منها اتبعت هذا التنسيق؛ تم تجميع الستة المتبقية معًا في ثلاث قصص من جزأين. أيضًا، ولأول مرة منذ المقاتلون في الموسم الثالث، تم منح كل حلقة عنوانًا فرديًا، كما هو الحال مع القصص المستقلة والمكونة من جزأين.

## طاقم العمل

### فريق التمثيل الرئيسي
تم تكليف فريق الإنتاج بإيجاد ممثل مناسب لدور الطبيب. والجدير بالذكر أنهم اقتربوا من نجوم السينما هيو جرانت وروان أتكينسون للدور. بحلول الوقت الذي اقترح فيه مال يونغ الممثل كريستوفر إكليستون على ديفيز، كان إكليستون واحدًا من ثلاثة متبقين فقط في الترشح للدور: يُشاع أن المرشحَين الآخران في الصناعة هما آلان ديفيز وبيل نيغي. تم الإعلان عن مشاركته في البرنامج في 20 مارس 2004 بعد أشهر من التكهنات. في عدد أبريل 2004 من مجلة دكتور هو، أعلن ديفيز أن دكتور إكليستون سيكون بالفعل الطبيب التاسع، مما أدى إلى تحويل شالكا دكتور ريتشارد إي جرانت إلى وضع غير رسمي. كشف راسل تي ديفيز أن إكليستون طلب الدور في رسالة بريد إلكتروني.
بعد الإعلان عن عودة العرض، كشف ديفيز أن الرفيقة الجديدة «من المحتمل» أن تُدعى روز تايلر في طبعة من مجلة دكتور هو التي نُشرت في نوفمبر 2003. تم تأكيد هذا الاسم في مارس 2004، وتم الإعلان في نفس الوقت عن اختيار نجمة البوب السابقة بيلي بايبر لهذا الدور. تم الإعلان عن بايبر أنها تصور روز تايلر في 24 مايو، الشخصية التي أدت دور الرفيق الدائم خلال المسلسل، وقد رحب بها عشاق العرض. كما خضعت الممثلة جورجيا موفيت، ابنة الممثل الطبيب الخامس بيتر دافيسون والتي ظهرت لاحقًا بدور البطولة في الحلقة الرابعة من المسلسل «ابنة الطبيب»، لاختبار أداء لهذا الدور. كان المفهوم الأصلي لتايلر مختلفًا قليلاً. كان من المقرر أن يكتب بول أبوت حلقة من المسلسل والتي كانت ستكشف أن الطبيب قد تلاعب بحياة روز بأكملها من أجل تشكيلها لتصبح رفيقة مثالية. كتب ديفيز أخيرًا «بووم تاون» ليحل محله عندما أدرك أبوت، بعد شهور من التطوير، أنه مشغول جدًا للعمل على السيناريو.
كانت السلسلة الأولى هي السلسلة الوحيدة لكريستوفر إكليستون في دور الطبيب. كان عقد إكليستون لمدة عام واحد لأنه في ذلك الوقت لم يكن من المؤكد ما إذا كان العرض سيستمر إلى ما بعد سلسلة إحياء واحدة. تم الكشف عن نية إكليستون للمغادرة في 30 مارس 2005، بعد وقت قصير من بث الحلقة الأولى. أصدرت هيئة الإذاعة البريطانية بيانًا، منسوبًا إلى إكليستون، قائلًا إنه قرر المغادرة لأنه يخشى أن يصبح ملوثًا. في 4 أبريل / نيسان، كشفت هيئة الإذاعة البريطانية (بي بي سي) أن «بيان» إكليستون نُسب بشكل خاطئ وأُطلق دون موافقته. اعترفت هيئة الإذاعة البريطانية (بي بي سي) بأنهم انتهكوا اتفاقًا تم التوصل إليه في يناير بعدم الكشف علنًا عن نيته القيام بموسم واحد فقط. في مقابلة عام 2010، كشف إكليستون أنه غادر العرض لأنه «لم يستمتع بالبيئة والثقافة التي [هم]، فريق العمل وطاقم العمل، كان عليهم العمل فيها»، لكنه كان فخورًا بقيامه بالدور.

### المتكررة وضيوف الشرف
ظهرت شخصية آدم ميتشل لأول مرة، جنبًا إلى جنب مع هنري فان ستاتن، أثناء عرض ديفيز على البي بي سي، في قصة تستند بشكل كبير إلى مسرحية روبرت شيرمان الصوتية يوبيل بعنوان «عودة داليكس». كان فريق الإنتاج يقصد دائمًا أن ينضم آدم إلى تارديس بعد أن أبدى روز إعجابه به. للعب هذا الدور، تم اختيار برونو لانجلي، المعروف سابقًا بدوره في شارع التتويج باسم تود جريمشو. لم يكن من المفترض أبدًا أن يكون آدم رفيقًا على المدى الطويل، فقد أراد ديفيز إظهار أنه ليس كل شخص مناسبًا للانضمام إلى طاقم تارديس وأطلق عليه لقب «الرفيق الذي لا يمكنه»، «لقد أراد دائمًا تقديم عرض مع شخص ما من كان رفيق القمامة».
يظهر جون بارومان في دور الكابتن جاك هاركنيس، وهو شخصية تم تقديمها في «الطفل الفارغ»، حيث انضم إلى طاقم تارديس في الحلقات الخمس الأخيرة من المسلسل. عند تسمية الشخصية، استوحى ديفيز الإلهام من شخصية أجاثا هاركنيس من مارفل كومكس. تم تصور ظهور جاك بقصد تشكيل قوس شخصية يتحول فيه جاك من جبان إلى بطل، وكان بارومان يدرك ذلك بوعي في تصويره للشخصية. بعد هذا القوس، ستترك الحلقة الأولى للشخصية أخلاقه كمواد دعائية غامضة تسأل، «هل هو قوة من أجل الخير أو الشر؟» كان بارومان نفسه عاملاً رئيسياً في مفهوم الكابتن جاك. يقول بارومان إنه في وقت اختياره الأولي، أوضح له ديفيس والمنتج التنفيذي المشارك جولي غاردنر أنهم «كتبوا الشخصية بشكل أساسي حول [جون]». عند مقابلته، جرب بارومان الشخصية مستخدماً لهجته الاسكتلندية الأصلية، ولغته الأمريكية العادية، واللهجة الإنجليزية؛ قرر ديفيس «جعلها أكبر إذا كانت لهجة أمريكية». يروي بارومان أن ديفيس كان يبحث عن ممثل «ماتيني أيدول [جودة]»، وأخبره أن «الشخص الوحيد في بريطانيا الذي يمكنه فعل ذلك هو أنت».
عُرض على ديفيد تينانت دور الطبيب عندما كان يشاهد نسخة ما قبل الإرسال لكازانوفا مع ديفيز وغاردنر. اعتقد تينانت في البداية أن العرض كان مزحة، ولكن بعد أن أدرك أنهم جادون، قبل الدور وظهر لأول مرة في السلسلة النهائية «فراق السبل». تم الإعلان عن تينانت كبديل لإكليستون في 16 أبريل 2005. وشملت الشخصيات المتكررة الأخرى في المسلسل كاميل كودوري في دور والدة روز جاكي تايلر، ونويل كلارك في دور ميكي سميث صديق روز. ومن بين الممثلين والمقدمين التلفزيونيين الآخرين الذين ظهروا في المسلسل مارك بينتون، زوي واناميكر، سيمون كالو، إيف مايلز، بينيلوبي ويلتون، أنيت بادلاند، ديفيد فيري مات بيكر، أندرو مار، كوري جونسون، سيمون بيج، آنا ماكسويل مارتن، تامسين جريج، شون دينجوال، فلورنس هوث، ريتشارد ويلسون، جو جوينر، دافينا ماكول، باترسون جوزيف، آن روبنسون، تريني وودال، وسوزانا كونستانتين.

## الإنتاج

### التطوير
خلال أواخر التسعينيات من القرن الماضي، ضغط ديفيس، وهو أحد المعجبين طوال حياته بـ دكتور هو، على هيئة الإذاعة البريطانية (BBC) لإحياء العرض من فجوته ووصل إلى مراحل المناقشة في أواخر عام 1998 وأوائل عام 2002. ستعمل مقترحاته على تحديث العرض ليكون أكثر ملاءمة لجمهور القرن الحادي والعشرين، بما في ذلك الانتقال من شريط فيديو إلى فيلم، ومضاعفة طول كل حلقة من خمسة وعشرين دقيقة إلى خمسين دقيقة، مما يجعل الطبيب في المقام الأول على الأرض بأسلوب حلقات وحدة الطبيب الثالثة، وإزالة «الأمتعة الزائدة» مثل جاليفري وتايم لوردس. تنافس عرضه مع ثلاثة آخرين: إعادة رواية دان فريدمان الخيالية، وملعب ماثيو جراهام المصمم على الطراز القوطي، وإعادة تشغيل مارك جاتيس، وكلايتون هيكمان وجاريث روبرتس، مما سيجعل من الدكتور الشخصية البديلة للجمهور، بدلاً من رفاقه.
في أغسطس 2003، قامت هيئة الإذاعة البريطانية (بي بي سي) بحل المشكلات المتعلقة بحقوق الإنتاج التي ظهرت على السطح نتيجة الإنتاج المشترك لفيلم يونيفرسال بيكشرز –بي بي سي– شبكة فوكس التلفزيونية 1996 دكتور هو، الذي قاد مراقب بي بي سي ون لورين هيجيسي ومراقب الدراما بتكليف جين ترانتر إلى اقترب من غاردنر وديفيز لإحياء المسلسل ليبث في فترة الذروة في ليالي السبت، كجزء من خطة بي بي سي لنقل الإنتاج إلى قواعدها الإقليمية. بحلول منتصف سبتمبر، وافقوا على صفقة إنتاج المسلسل إلى جانب كازانوفا.
بعد فيلم صرخة الشلكا، حلقة الرسوم المتحركة التي تم عرضها على موقع دكتور هو، تم الإعلان عن العودة «الحقيقية» لـ دكتور هو في 26 سبتمبر 2003 في بيان صحفي من بي بي سي. كتب ديفيز طواعية عرضًا تقديميًا للمسلسل، في المرة الأولى التي يفعل فيها ذلك؛ لقد اختار سابقًا القفز مباشرة إلى كتابة الحلقات التجريبية لأنه شعر أن العرض التقديمي «يشعر وكأنه يقتل العمل». حدد العرض التقديمي المكون من خمس عشرة صفحة طبيبًا كان «أفضل صديق لك؛ شخص تريد أن تكون معه طوال الوقت»؛ روز تايلر البالغة من العمر ثمانية عشر عامًا باعتبارها «مباراة مثالية» للطبيب الجديد؛ تجنب قصة أربعين سنة ماضية «باستثناء الأجزاء الجيدة»؛ الاحتفاظ بـ تارديس، ومفك البراغي الصوتي، ودالك؛ إزالة أسياد الوقت؛ وكذلك تركيز أكبر على الإنسانية. تم تقديم عرضه لأول اجتماع إنتاج في ديسمبر 2003، بسلسلة من ثلاثة عشر حلقة تم الحصول عليها بضغط من بي بي سي ورلد وايد وميزانية عملية من جولي غاردنر.
بحلول أوائل عام 2004، استقر العرض في دورة إنتاج منتظمة. ديفيز، غاردنر، ومراقب بي بي سي في دراما مال يونغ تولى مناصب منتجين تنفيذيين، على الرغم من أن يونغ أخلت الدور في نهاية السلسلة. فيل كولينسون، زميل قديم من غرناطة، تولى دور المنتج. قام بإخراج المسلسل كيث بوك ويوروس لين وجو أهيرني وبريان جرانت وجيمس هاوز. تألف الدور الرسمي لديفيز ككاتب رئيسي ومنتج تنفيذي، أو «مدير العرض»، من وضع مخطط هيكلي للمسلسل بأكمله، وعقد «اجتماعات نغمة» لتحديد نغمة الحلقة بشكل صحيح، وغالبًا ما يتم وصفها في كلمة واحدة - على سبيل المثال، كانت «الكلمة النغمة» لـ «الطفل الخالي» لموفات «رومانسية» - وتشرف على جميع جوانب الإنتاج. أثناء الإنتاج المبكر، تم استخدام كلمة «تورتشوود»، وهي عبارة عن الجناس الناقص لـ «دكتور هو»، كخدعة عنوان للمسلسل أثناء تصوير حلقاته القليلة الأولى وفي الاندفاع اليومي للتأكد من عدم اعتراضها. تم تصنيف كلمة «تورتشوود» لاحقًا في دكتور هو وأصبح اسم السلسلة العرضية تورتشوود.
كان ديفيس مهتمًا بعمل حلقة من شأنها أن تكون بمثابة تقاطع مع ستار تريك إنتربرايز، وتتضمن هبوط تارديس على متن إن إكس-01. تمت مناقشة الفكرة رسميًا، ولكن تم التخلي عن الخطط بعد إلغاء إنتر برايس في فبراير 2005.

### الكتابة

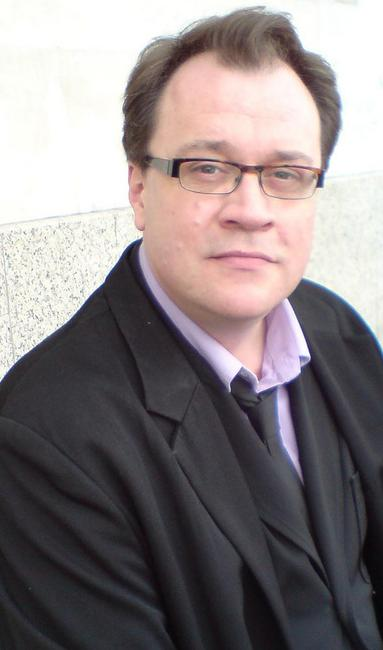
حاول راسل تي ديفيز إحياء العرض منذ أواخر التسعينيات وكتب نصوصًا لثمانية حلقات من أصل 13 حلقة في السلسلة الأولى.

السلسلة الأولى من دكتور هو تضمنت ثمانية سيناريوهات من تأليف ديفيز، وخصص الباقي لكتاب الدراما ذوي الخبرة والكتاب السابقين للإصدارات التكميلية للبرنامج: كتب ستيفن موفات قصة من حلقتين، بينما كتب مارك جاتيس وروبرت شيرمان وبول كتب كل من كورنيل نصًا واحدًا. اقترب ديفيز أيضًا من صديقه بول أبوت ومؤلف هاري بوتر جي كي رولينغ للكتابة للمسلسل، لكن كلاهما رفض بسبب الالتزامات الحالية. بعد فترة وجيزة من تأمين الكتاب للعرض، صرح ديفيز أنه لا ينوي الاقتراب من الكتاب من أجل المسلسل القديم؛ الكاتب الوحيد الذي كان يرغب في العمل معه كان روبرت هولمز، الذي توفي في مايو 1986، في منتصف الطريق من خلال كتابة مساهمته في محاكمة لورد الوقت.
عملت إلوين رولاندز وهيلين رينور كمحررين نصوص لهذه السلسلة. تم تعيينهم في وقت واحد، وهي المرة الأولى التي كان فيها طبيب محررات نصوص. غادر رولاندز بعد السلسلة الأولى من كتاب الحياة على المريخ (مسلسل تلفزيوني بريطاني). مقارنة بالسلسلة الأصلية، تضاءل دور محرري النص بشكل كبير، مع تحمل الكاتب الرئيسي معظم هذه المسؤوليات. على عكس السلسلة الأصلية، ليس لديهم القدرة على إنشاء نصوص. وبدلاً من ذلك، فإنهم يعملون كحلقات اتصال بين طاقم الإنتاج وكاتب السيناريو، قبل تمرير عملهم المشترك إلى الكاتب الرئيسي من أجل «تلميع نهائي». قال رينور إن الوظيفة ليست إبداعية، «أنت جزء منها، لكنك لا تقودها.»
تحت قيادة المنتج ديفيز، كان للمسلسل الجديد وتيرة أسرع من تلك الموجودة في السلسلة الكلاسيكية. بدلاً من المسلسلات المكونة من أربعة إلى ستة أجزاء من حلقات مدتها 25 دقيقة، تألفت معظم قصص الطبيب التاسع من حلقات فردية مدتها 45 دقيقة، مع وجود ثلاث قصص فقط من أصل عشرة من جزأين. ومع ذلك، كانت الحلقات الثلاث عشرة مرتبطة بشكل فضفاض في قصة طويلة السلسلة والتي جمعت خيوطها المتباينة معًا في خاتمة السلسلة. أخذت ديفيز العظة من أمريكا التلفزيون الخيال سلسلة مثل بافي قاتلة مصاصي الدماء و سمولفيل، وأبرزها المفاهيم بافي ' من سلسلة طويلة أقواس قصة و «باد الكبير». أيضًا، مثل السلسلة الأصلية، غالبًا ما تتدفق القصص مباشرة إلى بعضها البعض أو كانت مرتبطة ببعضها البعض بطريقة ما. وتجدر الإشارة إلى أنه مشترك فقط مع الموسمين السابع والسادس والعشرين من المسلسل الأصلي، حيث تدور كل قصة في الموسم على الأرض أو بالقرب منها. تم تناول هذه الحقيقة بشكل مباشر في الرواية الأصلية الوحوش بالداخل (دكتور هو)، حيث يمزح روز والدكتور عن حقيقة أن جميع مغامراتهم حتى الآن حدثت على الأرض أو في محطات فضائية مجاورة.
اختلفت قصص المسلسل اختلافًا كبيرًا في النغمة، حيث عرض فريق الإنتاج الأنواع المختلفة التي يسكنها دكتور هو على مر السنين. ومن الأمثلة على ذلك قصة «التاريخ الزائف» «الموتى القلقين»؛ المستقبل البعيد «نهاية العالم»؛ قصص الغزو الفضائي الموجودة على الأرض في «روس» و «ألينس إن لندن» «الحرب العالمية الثالثة (دكتور هو)»؛ «القاعدة تحت الحصار» في «الضلك». والرعب في «الطفل الخالي». حتى العرضية ومثلت وسائل الإعلام، مع «دلك» مع عناصر من الكاتب روب شيرمان «تشغيل الصوت الخاص الصورة اليوبيل والمحتوى العاطفي لل بول كورنيل» «ليالي عيد الأب» بالاعتماد على نبرة الروايات كورنيل في العذراء مغامرات جديدة خط. طلب ديفيس من كل من شيرمان وكورنيل كتابة نصوصهما مع وضع تلك الأنماط في الاعتبار. تضمنت حلقة «بوم تاون (دكتور هو)» إشارة إلى رواية الوحوش بالداخل، لتصبح الحلقة الأولى التي تعترف (وإن كان ذلك بطريقة خفية) بالخيال العرضي.

### التصوير
بدأ التصوير الرئيسي للمسلسل في 18 يوليو 2004 في الموقع في كارديف لـ «روز». تم تصوير المسلسل عبر جنوب شرق ويلز، معظمها في كارديف أو حولها. استغرق تصوير كل حلقة حوالي أسبوعين. أحدثت بداية التصوير ضغوطًا على فريق الإنتاج بسبب ظروف غير مرئية: كان لا بد من إعادة تصوير عدة مشاهد من المجموعة الأولى لأن اللقطات الأصلية كانت غير صالحة للاستعمال ؛ كانت الأطراف الاصطناعية سليثين لـ «ألين إن لندن» و «حرب عالمية ثالثة» و «بوم تاون» مختلفة بشكل ملحوظ عن نظيراتها التي تم إنشاؤها بواسطة الكمبيوتر؛ والأهم من ذلك، وصلت بي بي سي إلى طريق مسدود مع ملكية تيري نيشن لتأمين دالك للحلقة السادسة من المسلسل، من تأليف روب شيرمان. بعد مجموعة الإنتاج الأولى، التي وصفها ديفيز بأنها «اصطدمت بجدار من الطوب»، تم تخفيف إنتاج العرض بشكل ملحوظ حيث تعرف الطاقم على أنفسهم. انتهى التصوير في 23 مارس 2005. ديفيد تينانت، الذي تم اختياره كبديل لإكليستون، سجل ظهوره في نهاية «فراق الطرق» في 21 أبريل 2005 مع طاقم هيكل عظمي. تم ترتيب كتل الإنتاج على النحو التالي:
| حاجز | الحلقات)                   | مخرج        | الكتاب)       | رمز  |
| ---- | -------------------------- | ----------- | ------------- | ---- |
| 1    | " روز "                    | كيث بوك     | راسل تي ديفيز | 1.1  |
| 1    | " الأجانب في لندن "        | كيث بوك     | راسل تي ديفيز | 1.4  |
| 1    | " الحرب العالمية الثالثة " | كيث بوك     | راسل تي ديفيز | 1.5  |
| 2    | " نهاية العالم "           | يوروس لين   | راسل تي ديفيز | 1.2  |
| 2    | " الموتى القلقون "         | يوروس لين   | مارك جاتيس    | 1.3  |
| 3    | " دلك "                    | جو أهيرني   | روبرت شيرمان  | 1.6  |
| 3    | " عيد الأب "               | جو أهيرني   | بول كورنيل    | 1.8  |
| 4    | " اللعبة الطويلة "         | بريان جرانت | راسل تي ديفيز | 1.7  |
| 5    | " الطفل الفارغ "           | جيمس هاوز   | ستيفن موفات   | 1.9  |
| 5    | " الطبيب يرقص "            | جيمس هاوز   | ستيفن موفات   | 1.10 |
| 6    | " بوم تاون "               | جو أهيرني   | راسل تي ديفيز | 1.11 |
| 6    | " الذئب السيئ "            | جو أهيرني   | راسل تي ديفيز | 1.12 |
| 6    | " فراق السبل "             | جو أهيرني   | راسل تي ديفيز | 1.13 |

## الإطلاق

### ترقية وظيفية
تم الكشف عن الشعار الجديد على موقع بي بي سي في 18 أكتوبر 2004. تم إصدار المقطع الدعائي الرسمي الأول كجزء من العرض التقديمي لـ وينتر هاي لايت لقناة بي بي سي ون في 2 ديسمبر 2004، ثم نشرته بي بي سي ون على الإنترنت. بدأت الحملة الإعلامية بما في ذلك اللوحات الإعلانية والملصقات في جميع أنحاء المملكة المتحدة في أوائل مارس 2005. بدأت المقطورات التلفزيونية بالظهور في 5 مارس وبدأت الإعلانات الإذاعية قبل أسبوعين من العرض الأول للمسلسل واستمرت حتى بث الحلقة الثانية. تم إطلاق موقع دكتور هو الرسمي بمحتوى حصري مثل الألعاب ومعلومات ناين دكتور الجديدة.

### تسريب
تم تسريب جزء تقريبي من العرض الأول على الإنترنت قبل ثلاثة أسابيع من العرض الأول للمسلسل المقرر. اجتذب هذا الكثير من اهتمام وسائل الإعلام والمناقشات بين المعجبين، وتسبب في زيادة الاهتمام بالعرض. وأصدرت هيئة الإذاعة البريطانية بيانا قالت فيه إن مصدر التسريب على ما يبدو مرتبط بهيئة الإذاعة الكندية التي ردت بالقول إنها «تحقق في الأمر. هذا كل ما يمكنني قوله في هذه المرحلة لأننا لا نعرف بالضبط ما حدث. بالتأكيد لم يتم ذلك عن قصد». قال آسا بيلي، مؤسس جمعية الإعلان الفيروسي، إن بي بي سي وظفتهم لإستراتيجيات التسويق الفيروسي، وأنه أخبرهم «يجب أن يطلقوا الأشياء قبل وقتهم»، لخلق «عامل رائع». ونفت كل من بي بي سي وسي بي سي أي تورط، لكن بيلي يعتقد أن هذا مخادع، قائلا إنه «أفضل إعلان فيروسي كان بإمكانهما القيام به». تم تتبع التسريب في النهاية إلى شركة خارجية في كندا لديها نسخة معاينة شرعية. تم فصل الموظف المسؤول من قبل الشركة.

### إذاعة
شاهد «روز» أخيرًا الإرسال في الموعد المحدد في 26 مارس 2005 الساعة 7 مساءً على بي بي سي وان، الحلقة العادية الأولى من دكتور هو منذ الجزء الثالث من سيرفال في 6 ديسمبر 1989. لاستكمال المسلسل، أنتجت بي بي سي ويلز أيضًا دكتور هو كونفدنتال، وهو مسلسل وثائقي من 13 جزءًا مع كل حلقة يتم بثها على بي بي سي ثري مباشرة بعد نهاية الدفعة الأسبوعية على بي بي سي وان. تم بث المسلسل والفيلم الوثائقي لمدة 13 أسبوعًا متتاليًا، مع عرض الحلقة النهائية «فراق الطرق» في 18 يونيو 2005 مع نظيره الوثائقي. كان ديفيس قد طلب أن يتم بث الحلقتين الأوليين على التوالي، لكن الطلب قُدم إلى بي بي سي قبل أسبوعين فقط من الإرسال، وعند هذه النقطة تم تعيين كل شيء بالفعل. في بعض المناطق، شابت الدقائق القليلة الأولى من البث الأصلي لبي بي سي «روز» في 26 مارس الاختلاط العرضي لبضع ثوان من الصوت من غراهام نورتون الذي يستضيف حمى الرقص بدقة.
في الولايات المتحدة، قامت قناة ساي فاي في الأصل بتمرير المسلسل الجديد لأنها وجدت أنه غير موجود واعتقدت أنه لا يتناسب مع جدولها الزمني، ولكن الشبكة غيرت رأيها فيما بعد. بعد الإعلان عن أن المسلسل الأول سيبدأ في مارس 2006، أطلق نائب الرئيس التنفيذي لقناة ساي فاي، توماس فيتالي، على دكتور هو «قصة خيال علمي كلاسيكية حقيقية»، مع سرد القصص الإبداعية والتاريخ الملون، وكان متحمسًا لإضافته إلى خطه. فوق. اتخذت الشبكة أيضًا خيارًا في السلسلة الثانية. وجد كانديس كارلايل من بي بي سي وورلدوايد أن قناة الخيال العلمي هي المكان المثالي لـ دكتور هو ظهر دكتور هو أخيرًا في الولايات المتحدة على قناة ساي فاي في 17 مارس 2006 مع بث أول حلقتين متتاليتين، بعد عام واحد من عروض كندا والمملكة المتحدة. اختتم المسلسل بثه الأول في الولايات المتحدة في 9 يونيو 2006.

## الوسائط المنزلية
تم إصدار المسلسل لأول مرة في مجلدات؛ تم إصدار المجلد الأول، الذي يحتوي على الحلقات الثلاث الأولى، في المنطقة 2 في 16 مايو 2005. الثانية، مع «ألين أوف لندن»، و«حرب عالمية ثالثة»، و«دالك» تلاها في 13 يونيو 2005. تم إصدار «اللعبة الطويلة» و «يوم الاب» و «الطفل الفارغ» و «ذا دكتور دانس» في المجلد الثالث في 1 أغسطس 2005 وتم إصدار الحلقات الثلاث الأخيرة في المجلد الرابع في 5 سبتمبر 2005.
تم إصدار السلسلة بأكملها بعد ذلك في مجموعة بوكس في 21 نوفمبر 2005 في المنطقة 2. بصرف النظر عن الحلقات الـ 13، فقد تضمنت تعليقات على كل حلقة، ومذكرات فيديو من ديفيز خلال الأسبوع الأول من التصوير، بالإضافة إلى ميزات أخرى. تم إصدار الصندوق في المنطقة 1 في 4 يوليو 2006.

## الاستقبال

### التقييمات

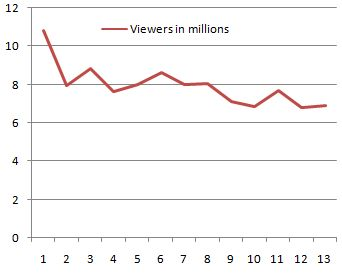
التصنيفات النهائية للسلسلة الأولى.

حصل «روز» على متوسط تصنيفات ليلية بلغ 9.9 مليون مشاهد، وبلغت ذروتها 10.5مليون، على التوالي 43.2% و 44.3% من جميع المشاهدين في ذلك الوقت. الرقم النهائي للحلقة، بما في ذلك تسجيلات الفيديو التي تمت مشاهدتها خلال أسبوع من الإرسال، كان 10.81 مليون، مما يجعلها ثالث أعلى نسبة لقناة بي بي سي وان في ذلك الأسبوع والسابع عبر جميع القنوات. كانت الحلقة الافتتاحية هي الحلقة الأعلى تصنيفًا من السلسلة الأولى. تلقت الحلقة ما قبل الأخيرة «ذئب شرير» أقل نسبة مشاهدة للمسلسل حيث بلغت 6.81 فقط مليون مشاهد. يحظى المسلسل أيضًا بأعلى مؤشر تقدير للجمهور من أي دراما غير صابونية على التلفزيون. إلى جانب الحلقة الثانية، «نهاية العالم»، التي حصدت تصنيف 79٪، وهي الأدنى في المسلسل، حصلت جميع الحلقات على ذكاء اصطناعي أعلى من 80٪. كانت الحلقة النهائية للمسلسل «فراق السبل» هي الحلقة الأعلى تقييمًا حيث بلغت نسبة الذكاء الاصطناعي 89٪. شهد نجاح الإطلاق تأكيد رئيسة الدراما جين ترانتر في بي بي سي في 30 مارس أن المسلسل سيعود في كل من عرض عيد الميلاد الخاص في ديسمبر 2005 والمسلسل الثاني الكامل في عام 2006.
حققت عمليات البث الأولية لقناة سكاي فاي للمسلسل متوسط تصنيفات نيلسن 1.3، وهو ما يمثل 1.5 مليون مشاهد في المجموع. على الرغم من أن هذه التصنيفات كانت أقل من تلك التي وصلت إليها سلسلة سكاي فاي الأصلية باتلستار غالاكتيكا و ستارغيت إس جي 1 (مسلسل) و ستارغيت أتلانتس (مسلسل)، إلا أنها تعكس زيادة بنسبة 44% في التقييمات وزيادة بنسبة 56% في نسبة المشاهدة خلال نفس الفترة الزمنية في الربع الثاني من عام 2005، بالإضافة إلى زيادات تبلغ 56% و 57% في مجموعتين ديمغرافيتين رئيسيتين.

### الاستقبال والاستجابة الحرجة
مراجعة موقع التجميع على الويب روتن توميتوز يقدم موافقة بنسبة 83% من 12 مراجعة نقدية، ومتوسط تقييم 8.58 / 10.
في أبريل 2004، عاد مايكل جراد إلى بي بي سي، هذه المرة كرئيس لمجلس المحافظين، على الرغم من أن هذا المنصب لا ينطوي على أي مسؤوليات تكليف أو تحرير. على الرغم من أنه لم يعجبه العرض سابقًا وفرض فجوة لمدة ثمانية عشر شهرًا عليه خلال حقبة الطبيب السادس، فقد كتب في النهاية رسالة بريد إلكتروني إلى لـ مدير عام هيئة الإذاعة البريطانية مارك تومسون (رجل أعمال) في يونيو 2005، بعد السلسلة الأولى الناجحة الجديدة، ابداء الموافقة على شعبيتها. وصرح أيضًا، «لم أحلم أبدًا بأنني سأكتب هذا. يجب أن أكون ناعمة!» كما أثار الانتعاش إعجاب الطبيب السابق سيلفستر مكوي، الذي أشاد بإكليستون وبيبر وشخصياتهما، ووتيرة الحلقة الأولى. كان انتقاده الوحيد يتعلق بالتصميم الداخلي الجديد لـ تارديس، على الرغم من أنه علق بأنه «يشعر بالفزع بعض الشيء لأنه لم يتم صنع المزيد من الموسيقى العرضية للعرض، والتي بدت مجهولة إلى حد ما في الخلفية».
أشاد روبن أوليفر من صحيفة سيدني مورنينغ هيرالد بديفيز لاتباعه «أسلوب الكبار في التعامل مع أحد أشهر الشخصيات في التلفزيون» والذي سيقدره الأطفال، وأنه أعاد ابتكارها بطريقة من شأنها أن تكون «تنافسية في سوق التكنولوجيا الفائقة». كتب أوليفر أيضًا أن المشاهدين الأكبر سنًا سيجدون إكليستون «بسهولة أفضل سيد وقت منذ توم بيكر». مراجعة الحلقة الأولى، المرحلة أشاد ' هاري فينينغ بانها «رائع، والخيال، مضحك، وأحيانا التجديد المخيف»، وأشادت بشكل خاص روز لكونه تحسنا على الصحابة الإناث السابق الذين كانوا «يصلح إلا أن تصرخ أو يتم القبض». ومع ذلك، فقد وجد اكليستون ليكون «أكبر خيبة أمل في العرض» حيث بدا «غير مرتاح في لعب الخيال». وجد ديك هوجان من ديجيتال سباي الحلقة الأخيرة معاكسة للمناخ، لكنه قال بشكل عام إن المسلسل كان «تلفزيون ليلة السبت ممتاز من النوع الذي اعتقد الكثير منا أن بي بي سي قد نسيت كيفية صنعه». وأشاد بأداء إكليستون ووصف «الطفل الفارغ» و «دكتور رقصات» على أنهما أفضل الحلقتين. أعطى أرنولد تي بلومبرج من ناو بلاينج السلسلة درجة A-، مشيدًا بتنوعها. ومع ذلك، فقد كان ينتقد ميل ديفيز المزعج للعب بأدنى حد مشترك مع روح الدعابة في المرحاض، لكنه شعر أن من «دالك» في المسلسل كان أكثر دراماتيكية وتطورًا.
صنف جون سينوت من دي في دي توك السلسلة الأولى بأربعة ونصف من أصل خمسة نجوم، وكتب أنها «تحافظ على الكثير من سحر وإثارة الأصل (بالإضافة إلى المقدمة)، مع جعل المسلسل سهل الوصول إليه للجديد المشاهدين». أشاد سينوت بالإيقاع الأسرع والتغييرات في التصميم التي جعلته يشعر بأنه «جديد»، وكذلك طبيب اكليستون. ومع ذلك، فقد شعر أن بايبر قامت بعمل «جدير بالثقة» فقط حيث تفوقت عليها إكليستون، وقال إن الكتابة كانت «غير متساوية» مع العديد من الحلقات «معيبة قليلاً». كتب ستيفن كيلي من صحيفة الغارديان عن السلسلة في عام 2011، «قد يكون طبيب إكليستون لديه العديد من العيوب- تبدو وكأنها إيست إندرز إضافية وخوار» رائعة«في كل فرصة تكون اثنين منهم - لكنه كان مجرد انعكاس لعرض كان، في ذلك الوقت، لا يزال لا يعرف ماذا يريد أن يكون. السلسلة الأولى من إحياء دكتور هو - والتي تميزت بأجانب يضرطن - كان عالمًا بعيدًا عن الخيال العلمي الذكي الشعبوي الذي نعرفه الآن. ولكن بعد ذلك، بفضل اكليستون وصلت إلى هذا الحد على الإطلاق- كبيرة، اسم محترم الذين وضعوا الأسس لتينانت إلى غنيمة بعيدا مع المعرض».
ومع ذلك، لم يكن الجميع مسرورًا بالإنتاج الجديد. انتقد بعض المعجبين الشعار الجديد ولاحظوا تغييرات في نموذج تارديس. وفقًا لمصادر إخبارية مختلفة، تلقى أعضاء فريق الإنتاج رسائل كراهية وتهديدات بالقتل. وانتقد الآباء فيلم الموتى القلقين وشعروا أن الحلقة «مخيفة للغاية» على أطفالهم الصغار ؛ ورفضت بي بي سي الشكاوى، قائلة إنها لم تكن مخصصة لأصغر الأطفال.

## جوائز وترشيحات
| السنة | الجائزة                               | الفئة                                     | المترشح                             | النتيجة | مراجع   |
| ----- | ------------------------------------- | ----------------------------------------- | ----------------------------------- | ------- | ------- |
| 2005  | لحظات تلفزيون بي بي سي 2005           | جولدن مومنت                               | "ذا دكتور دانس"                     | فوز     | [ 96 ]  |
| 2005  | BBC.co.uk                             | أفضل ما في الدراما                        | دكتور هو                            | فوز     | [ 97 ]  |
| 2005  | BBC.co.uk                             | افضل ممثل                                 | كريستوفر اكليستون                   | فوز     | [ 98 ]  |
| 2005  | BBC.co.uk                             | أفضل ممثلة                                | بيلي بايبر                          | فوز     | [ 99 ]  |
| 2005  | BBC.co.uk                             | نجم مرغوب فيه                             | بيلي بايبر                          | فوز     | [ 100 ] |
| 2005  | BBC.co.uk                             | أفضل موقع دراما                           | دكتور هو ويب سايت                   | فوز     | [ 101 ] |
| 2005  | BBC.co.uk                             | أول لحظة مفضلة                            | "دالك"                              | فوز     | [ 102 ] |
| 2005  | BBC.co.uk                             | أفضل وغد                                  | ديلكس                               | فوز     | [ 103 ] |
| 2005  | جوائز التليفزيون الوطني               | الدراما الأكثر شهرة                       | دكتور هو                            | فوز     | [ 104 ] |
| 2005  | جوائز التليفزيون الوطني               | جوائز التليفزيون الوطني                   | كريستوفر اكليستون                   | فوز     | [ 104 ] |
| 2005  | جوائز التليفزيون الوطني               | الممثلة الأكثر شهرة                       | بيلي بايبر                          | فوز     | [ 104 ] |
| 2005  | اختيار التلفزيون                      | افضل ممثل                                 | كريستوفر اكليستون                   | فوز     | [ 105 ] |
| 2005  | تلفزيون سريع                          | افضل ممثل                                 | كريستوفر اكليستون                   | فوز     | [ 105 ] |
| 2006  | الأكاديمية البريطانية جوائز التلفزيون | أفضل مسلسل درامي                          | دكتور هو                            | فوز     | [ 106 ] |
| 2006  | الأكاديمية البريطانية جوائز التلفزيون | جائزة الرواد                              | دكتور هو                            | فوز     | [ 106 ] |
| 2006  | جوائز بافتا كرافت                     | كاتب                                      | راسل تي ديفيز                       | رُشِّح     | [ 107 ] |
| 2006  | جوائز بافتا كرافت                     | مخرج                                      | جو أهيرني                           | رُشِّح     | [ 107 ] |
| 2006  | جوائز بافتا كرافت                     | موهبة الاختراق                            | إدوارد توماس                        | رُشِّح     | [ 107 ] |
| 2006  | بافتا سيمرو                           | أفضل مسلسل درامي                          | دكتور هو                            | فوز     | [ 108 ] |
| 2006  | بافتا سيمرو                           | مخرج دراما                                | جيمس هاوز                           | فوز     | [ 108 ] |
| 2006  | بافتا سيمرو                           | الأزياء والمكياج وإخراج التصوير           | دكتور هو                            | فوز     | [ 108 ] |
| 2006  | مجلة البث                             | جائزة أفضل دراما                          | دكتور هو                            | فوز     | [ 109 ] |
| 2006  | إذاعة الصحافة نقابة                   | أفضل دراما                                | دكتور هو                            | رُشِّح     | [ 110 ] |
| 2006  | إذاعة الصحافة نقابة                   | افضل ممثل                                 | كريستوفر اكليستون                   | رُشِّح     | [ 110 ] |
| 2006  | إذاعة الصحافة نقابة                   | أفضل ممثلة                                | بيلي بايبر                          | رُشِّح     | [ 110 ] |
| 2006  | إذاعة الصحافة نقابة                   | أفضل كاتب                                 | راسل تي ديفيز                       | رُشِّح     | [ 110 ] |
| 2006  | دينيس بوتر                            | الكتابة المتميزة للتلفزيون                | راسل تي ديفيز                       | فوز     | [ 106 ] |
| 2006  | جوائز هوغو                            | جائزة هوغو لأفضل عرض درامي، فيلم قصير     | "دالك"                              | رُشِّح     | [ 111 ] |
| 2006  | جوائز هوغو                            | جائزة هوغو لأفضل عرض درامي، فيلم قصير     | "يوم الاب"                          | رُشِّح     | [ 111 ] |
| 2006  | جوائز هوغو                            | جائزة هوغو لأفضل عرض درامي، فيلم قصير     | "ذا إمبتي تشايلد" / "ذا دكتور دانس" | فوز     | [ 112 ] |
| 2006  | جمعية التلفزيون الملكي                | أفضل مسلسل درامي                          | دكتور هو                            | رُشِّح     | [ 113 ] |
| 2006  | سيان فيليبس                           | مساهمة بارزة في تلفزيون الشبكة            | راسل تي ديفيز                       | فوز     | [ 113 ] |
| 2006  | عرض الضفة الجنوبية                    | جائزة الاختراق للمواهب البريطانية الصاعدة | بيلي بايبر                          | فوز     | [ 114 ] |

## روابط خارجية
- الموقع الرسمي
- قائمة حلقات دكتور هو  على قاعدة بيانات الأفلام على الإنترنت
- قائمة حلقات دكتور هو  season 1  على تي في.كوم